# Oxid thallitý
Oxid thallitý (Tl2O3) je společně s oxidem thallným jedním ze dvou oxidů thalia, to je v něm přítomno v oxidačním stavu III. Je zásadotvorný. V přírodě se vyskytuje ve formě vzácného minerálu avicennitu. Potenciálně by mohl najít využití ve výrobě solárních článků.